# Domingos Arthur Machado Filho
Domingos Arthur Machado Filho (Rio de Janeiro, 28 de maio de 1914 — 18 de agosto de 1990) foi um médico sanitarista brasileiro. Foi um cientista da Fundação e Instituto Oswaldo Cruz.
Nasceu no bairro carioca de Vila Isabel. Filho do coronel da Polícia Militar do Rio de Janeiro, Domingos Arthur Machado e de Aida da Fonseca Machado. Era o quarto filho de sete irmãos. Estudou no Colégio São José. Seu esporte predileto era o remo. Remava no Clube de Regatas Vasco da Gama, do Rio de Janeiro. Casado. Teve um filho.

## Formação acadêmica
Formado em Veterinária pela Escola Nacional de Veterinária, a atual Universidade Federal Rural do Rio de Janeiro - 1937.
Graduado em História Natural pela Universidade do Distrito Federal (UDF) - 1938.
Médico pela Escola de Medicina e Cirurgia do Instituto Hannemaniano, atual Universidade Federal do Rio de Janeiro - UNIRIO - 1947. Livre docente pela Escola de Medicina e Cirurgia do Rio de Janeiro.

## Vida
Foi um dos que lutaram Por uma Universidade no Rio de Janeiro.Catedrático da Escola de Medicina e Cirurgia do Rio de Janeiro, da cadeira de Microbiologia e Bacteriologia. Deixou de ser professor-catedrático quando a Escola foi federalizada.
Professor de nível médio e secundário da Secretária Estadual de Educação. Lecionou nas Escola Nacional de Veterinária, Escola Nacional de Saúde Pública - ENSP e Mestrado da Universidade Federal Rural do Rio de Janeiro.
Dedicou-se à pesquisa biológica no Instituto Oswaldo Cruz, especializando-se em Helmintologia e Bioecologia dos Parasitos.
Pesquisava a fundo Acantocéfalos e fez experiências com o interferon.

## Cronologia
- 1935 - 1970 Ingressou no Instituto Oswaldo Cruz (IOC), como estagiário, depois fez carreira: bolsista, chefe de departamento, professor e cientista.

Fez do laboratório uma extensão da sua família, mantendo um ambiente de coleguismo entre os cientistas. Eles trabalhavam em "grupos", se ajudando mutuamente nas pesquisas. Não havia segredos entre os cientistas. Foi o tempo heróico dos cientistas de Manguinhos.
- 1965 - Machado Filho foi convidado para ser professor na Universidade Estadual de Campinas (UNICAMP), localizada na cidade de Campinas, São Paulo. Recusou o convite por motivos particulares.
- 1968 - 1981 Professor de Parasitologia da Faculdade de Medicina de Valença, na cidade de Valença, Rio de Janeiro.
- 1981 - 1988 Professor na Faculdade de Medicina de Nova Iguaçu, na cidade de Nova Iguaçu, Rio de Janeiro, Brasil.
- 1970 - Suas pesquisas foram lacradas devido ao Ato Institucional Número 5 (AI-5), cassando seus direitos políticos e aposentando-o, obrigatoriamente.
- 1977 - Sofre acidente automobilístico na Rodovia Presidente Dutra (Rio-São Paulo), sentido da cidade de Vassouras, Rio de Janeiro, tendo ficado com deficiência física. Sua esposa faleceu no local do trágico acidente.
- 1986 - Reintegrado ao quadro de pesquisadores da Fundação Oswaldo Cruz (FIOCRUZ). Os cientistas anistiados e reintegrados foram saudados com um discurso efusivo do Professor Darcy Ribeiro. Todavia, Machado Filho não retornou a Manguinhos (FIOCRUZ).
- 1990 - Morreu de complicações pulmonares, devido a uma pneumonia que o aborrecia.
- 2002 - Finalmente, foi anistiado "post mortem" por processo judicial nº 2001.01.04318, Ministério da Justiça - Primeira Câmara - Brasília. Requerido por seu filho único, Prof. Dr. Sérgio Arthur Furtado Machado, pertencente a reitoria da Faculdade de Medicina - UNIRIO.Dr. Sérgio Arthur faleceu em 3 de setembro de 2007, no Rio.